# ران فرگوسن (بازیکن فوتبال)
ران فرگوسن (انگلیسی: Ron Ferguson؛ زادهٔ ۹ فوریهٔ ۱۹۵۷) بازیکن فوتبال اهل بریتانیا است.
از باشگاه‌هایی که در آن بازی کرده‌است می‌توان به باشگاه فوتبال شفیلد ونزدی، باشگاه فوتبال اسکانتورپ یونایتد، و باشگاه فوتبال دارلینگتون اشاره کرد.